# Изаска
Изаска (итал. Isasca) — коммуна в Италии, располагается в регионе Пьемонт, в провинции Кунео.
Население составляет 89 человек (2008 г.), плотность населения составляет 18 чел./км². Занимает площадь 5 км². Почтовый индекс — 12020. Телефонный код — 0175.
Покровителем коммуны почитается святой Теофред (San Chiaffredo), празднование в последние выходные сентября.

## Демография
Динамика населения:

## Администрация коммуны
- Официальный сайт: